# Dimitri Jungo
Dimitri Jungo (* 5. März 1983) ist ein Schweizer Poolbillardspieler. 
Zwischen 1996 und 2000 holte er bei den Jugend-Europameisterschaften in den Alterskategorien Pupils beziehungsweise Juniors eine Gold-, vier Silber- und zwei Bronzemedaillen. Im Jahr 2000 errang er im kanadischen Québec den Weltmeistertitel bei den Junioren im 9-Ball. Im selben Jahr gewann er sein erstes Turnier der Euro-Tour.
Gemeinsam mit Doppelpartner Marco Tschudi, nahm er am World Cup of Pool 2007 und 2008 teil, wobei das Team 2007 das Viertel- und 2008 das Achtelfinale erreichte.
Bei der WPA-8-Ball-Weltmeisterschaft 2008 erreichte er das Viertelfinale, unterlag dann jedoch dem Schweden Marcus Chamat. 
Mit dem Sieg bei der Poolbillard-Europameisterschaft 2009 bei den Herren in der Disziplin 14 und 1 endlos schaffte er seinen bis dahin größten sportlichen Erfolg. Ein Jahr später folgte das Erreichen des Achtelfinals bei der WPA-9-Ball-Weltmeisterschaft 2010. 2011 gelang ihm bei den Dynamic German Open in Brandenburg an der Havel sein zweiter Sieg bei einem Euro-Tour-Turnier.
Sein Spitzname in der Billardszene ist BB Striker.  
Dimitri Jungo’s Stärke in der Disziplin 14/1 endlos manifestiert sich in der unvergleichbaren Besonnenheit seines strategischen Kampfgeistes. Damit bezwingt er am 29. Oktober 2022 Wiktor Zielinski im Final und wird so zum ersten Schweizer American Straight Pool Champion in Virginia Beach (VA) USA. American Straight Pool Championship wurde 2005 zum ersten Mal ausgetragen und gilt seither als inoffizielle Weltmeisterschaft. Die 56 besten der Weltelite des Pool Billards nehmen jährlich daran teil. 
In Sankt Johann erreicht er 2022 den 3. Rang. Gemeinsam mit Doppelpartner Ronald Regli (WRL 53), nahm er am World Cup of Pool 2022 teil und erreichte den 5. Rang.
Sein Palmares umfasst 20 internationale Siege, 43 Schweizermeistertitel, 2-facher Eurotoursieg, 2-facher Europameister und bisher 2-facher Weltmeister. 